# 滇南红厚壳
滇南红厚壳（学名：Calophyllum polyanthum）是金丝桃科红厚壳属的植物。分布于缅甸、泰国、印度以及中国大陆的云南等地，生长于海拔1,100米至1,800米的地区，一般生长在山谷密林中，目前尚未由人工引种栽培。

## 别名
云南胡桐（中国高等植物图鉴）
在云南普洱已有人工育苗栽植。